# 緋呂河とも
緋呂河 とも（ひろかわ とも）は、日本の漫画家、イラストレーター。男性。過去に「弾丸伝説」のサークル名で同人活動もしていたが現在は休止中。愛知県名古屋市出身。ライトノベルの挿絵や、『マブラヴ・アンリミテッド』『神曲奏界ポリフォニカ カーディナル・クリムゾン』『ソードアート・オンライン -ホロウ・リアリゼーション-』などコミカライズの連載、『ハヤテのごとく!トレーディングカードゲーム』『マクロスF ビジュアルコレクション　シェリル・ノームFINAL』などにイラストを提供している。以前には雑誌上でモーニング娘。メンバー（紺野あさ美、亀井絵里など）のファンであると公言している自身を扱っており、アイドル好き。

## 作品リスト

### 小説イラスト
- タクティカル・ジャッジメント（著：師走トオル、富士見ミステリー文庫、長編9巻、SS4巻）
- 走って帰ろう!（著：加藤聡、ファミ通文庫、全1巻）

### 一般向け漫画
- マブラヴ・アンリミテッド（原作：アージュ、『月刊コミック電撃大王』連載、全4巻）
- 神曲奏界ポリフォニカ カーディナル・クリムゾン（原作：榊一郎／ocelot、『FlexComixブラッド』連載、全9巻）
- 劇場版「Wake Up,Girls! 七人のアイドル」（原作：Green Leaves、ノーラコミックス単行本描き下ろし、全1巻）
- 神様桜木プロデュース（『COMIC メテオ』連載、全3巻）
- ソードアート・オンライン（原作：川原礫）
  - ソードアート・オンライン -ホロウ・リアリゼーション-（監修：バンダイナムコエンターテインメント、『電撃マオウ』連載、全6巻）
  - ソードアート・オンライン アリシゼーション リコリス（監修：バンダイナムコエンターテインメント、『WEBデンプレコミック』連載、全3巻）
- 未実装のラスボス達が仲間になりました。（原作：ながワサビ64、キャラクター原案：かわく、『ComicWalker』「電撃コミックレグルス」レーベル連載中[1]、既刊6巻）
- ウルトラマン：アロング・ケイム・ア・スパイダーマン（原案：円谷プロ、協力：大石真司、シナリオ：松本しげのぶ、『週刊コロコロコミック』2024年8月14日[2] - 、既刊1巻）作画担当[2]
  1. 2024年10月30日発売[3]、ISBN 978-4-09-863116-2

### 成人向け漫画
- ぷりぱにゅZ（蒼竜社）
- ふれっしゅ・みーと!（オークラ出版）
- チェリーコンチェルト（蒼竜社）

### イラスト
- ハヤテのごとく!トレーディングカードゲーム（コナミデジタルエンタテインメント）
- マクロスF ビジュアルコレクション シェリル・ノームFINAL イラスト1枚

### ゲーム
- 初夜献上（大熊猫・アダルトゲーム）